# قسطانيون
القُسْطانِيين ؛ الأُكتانيين ؛ أو الأُكسِتانيين (بالأكستانية: Occitans)‏ مجموعة عِرقية نشئت في المَنطقة التاريخية من قُسطانية (جنوب فرنسا، شمال شرق اسبانيا وشمال غرب إيطاليا).      شكّلت قُسطانية منطقة لغوية وثقافية مُستقلة في العصور الوسطى، لكنها لم تحظ باستقلالها السياسي ففي عهد الرومان كانت من المقاطعات السبعة ثم خضعت لحكم مملكة القوط الغربيين قبل أن تخضع لحكم الفرنجة.

## التاريخ
كان الأُكسِتانيين تقريباً مُعارضيين للفضاء الفرنسي، و ذالك لإختلاف الشعوب والظروف السياسية، وذالك حتى قبل ميلاد اللغة القُسطانية حوالي 800−850 حيث يُمكن حصي مالا يقل عن خمس محاولات لإنشاء مملكة الأكيتان مُستقلة عن المماليك الفرنجية ما بين سنة 555 و852 بعد الميلاد.
في هذا النطاق يدخل تصدي أود الدوق الأكيتان للعرب تحت قيادة السمح بن مالك الخولاني حاكم الأندلس في معركة تولوز سنة 721، حيث حقق نصراً ساحقاً ضد جيوش المسلمين اللتي كانت تحاصر المدينة، بعد هذه المعركة انسحبت قوات المسلمين إلى نربونة. هذا النصر دعم إستقلالية الدوق إتجاه شارل مارتيل زعيم الفرنجة في الشمال، الذي أبى أن يمد يد العون إلى الدوق حين كان العرب يحاصرون تولوز، آملا منه في هزيمة منافسه أود حتى يتمكن من الإستلاء على أراضيه. أود كان على وعي أن التهديد الحقيقي يكمن في مطامع الفرنجة أكثر من الوجود الإسلامي في نواحي نربونة، فما لبث أن عقد معاهدة صلح مع عثمان ابن موسى المأمر على منطقة قطلونيا من طرف حاكم الأندلس، أمنت للدوق حدوده الجنوبية، حتى يتسنى لهذا الأخير حماية أراضيه من التدخل الفرنجي. ولتوطيد هذه المعاهدة زوج أود إبنته لمباجة للأمير البربري ابن موسى. لكن الأمور لم تهدأ طويلاً، حيث ما لبث أن أعلن هذا الأخير إستقلاله عن حاكم الأندلس عبد الرحمن الغافقي٬ الذي سار إليه سريعاً فهزمه وأرجع مناطق شرقي البرانس تحت حكمه، و واصل مسيرته غرباً متوغلاً في أراضي دوق الأكيتان الذي إتهمه عبد الرحمن الغافقي بالتؤامر مع ابن موسى. لم يستطع أود هذه المرة أن يرد العرب، فبعد هزيمتهٕ في معركةٕ دامية إستول عبد الرحمن على مدينة برديلة و سقطت قلاع الدوق الواحدة تلوى الأخرى، فلم يجد أود منفذا آخر من غير اللجوء إلى عدوه شارل مارتيل طالباً منه العون، هذا الأخير إستغل الوضعية الحرجة لأود ليبسط سلطانه على دوقية الأكيتان المُتمردة مقابل مواجهة جيش عبد الرحمن، الأمر الذي أنهى آمال الدوق بإنشاء مملكة مستقلة فمشا حليفي الوضع سويا لمواجهة جيش المسلمين في واقعة بواتيه الشهيرة، التي إتهت بإنتصار تشارلز مارتل و مقتل عبد الرحمن الغافقي أثناء المعركة في أكتوبر من سنة 732.
في العصور اللاحقة، أعتبر شارل مارتيل بطل المسيحية الذي وضع حدا لتقدم العرب خلال غالية٬ لكن بحوثا تاريخية حديثة تثبت أن أود كان هو الذي أوقف الجيوش العربـية ـ البربرية 11 سنة من قبل في معركة تولوز، وذالك إستنادا لمؤلفات ابن حيان (987 -1076) وابن الأثير(1160 -1233) والمقري (1591 -1632) التي تصادف وصفهم لمعركة بلاط الشهداء حيثيات معركة تولوز الدامية.
لكن سرعان ما أعاد دوقات الأكيتان محاوالاتهم الإستقلالية، و خاصة إبتادأ من سنوات 920-950 من طرف كونتات تولوز الذين حكموا بلاداً واسعة وغنية على إتصال وثيق بحضارة الأندلس المجاورة. كانت قُسطانية سابقة في أوروبا في إزدهار العلوم والتقنيات، إلى جانب نشأة الفن الشعري المعروف بشعراء التروبادور، الذين تغنوا بالحب العذري مع ما يصاحبه من أخلاق نبيلة ومشاعر رفيعة.
في هذا الجو من الإنفتاح و التسامح تنامت الحركة الدينية المعروفة بحركة الكاثار التي أستعملت كذريعة للحملة كاثار الصليبية في سنة 1209 وإقامة محاكم التفتيش (1229) وأخيرا ضم أراضي تولوز لممتلاكات ملك فرنسا (1271) والذي سبق ضم أقاليم الأكيتان والبروفانس مؤديا إلى إندثار الحضارة الأكسيتانية مع الوقت مع الهيمنة التدريجية للثقافة الفرنسية و لاحقا إنتشار اللغة الفرنسية جنوبي فرنسا.

## القسطانيون اليوم

مناطق انتشار اللغة القسطانية

لا تزال اللغة الأكستانية تُستخدم في مستويات مُختلفة بما يتراوح ما بين 100,000 و 800,000 شخص في جنوب فرنسا وشمال إيطاليا. منذ عام 2006 ، يتم التعرف على القُسطانية باعتبارها واحدة من اللغات الرسمية في كاتالونيا، وهي منطقة ذاتية الحكم في إسبانيا. يتركز القسطانيين في أوسيتانيا، ولكن أيضًا في المراكز الحضرية الكبيرة في المناطق المجاورة: ليون وباريس وتورينو وبرشلونة. يوجد أيضًا متحدثون باللغة القُسطانية في غواريدا بيمونتيس ( كالابريا ، وكذلك الأرجنتين والمكسيك والولايات المتحدة ).  
لا يؤخذ العرق بالاعتبار في الإحصاءات الرسمية الفرنسية والإيطالية وموناكو. لذا يُقدر جيمس ميناهان في طبعة 2002 من موسوعته حول الدول عديمة الجنسية، أن الأُكسِتانيين يمثلون 74٪ من سكان أوكستانيا، حيث يشكل الفرنسيون 14٪ ، وشمال إفريقيا 10٪ ، والإسبان 1٪ وينحدرون من 4٪.
غالبية الأُكسِتانيين اليوم يتحدثون الفرنسية ؛ يتم التحدث باللغة الإيطالية وكذلك اللغة القشتالية والكاتالونية في فال داران. في مناطق مُعينة ذات هوية قوية، نلاحظ المحاولات الفاشلة للانفصال اللغوي التي تمثل، في الواقع، عدم القدرة على عكس ازدواجية اللغة والاستبدال اللغوي الذي عانى منه الأُكسِتانيين. في الوقت الحاضر، يتم استيعاب الأُكسِتانيين إلى حداً كبير مع الفرنسيين ويعتبرون أنفسهم فرنسيين في الغالب. تسارعت عملية استيعاب الثقافة والحياة التقليدية والحفاظ عليها بشكل كبير في القرن العشرين مع وصول الأفارقة وذات الأصول العربية والبربرية.

## أُنظر أيضاً
- اللغة الأُكستانية
- أوكستانيا